# Miphora
Miphora is een geslacht van halfvleugeligen uit de familie Aphrophoridae. De wetenschappelijke naam van dit geslacht is voor het eerst geldig gepubliceerd in 1940 door Matsumura.

## Soorten
Het geslacht Miphora omvat de volgende soorten:
- Miphora arisanella Matsumura, 1940
- Miphora shirakii Matsumura, 1942
- Miphora taiwana (Kato, 1933)